# I. Arsak pártus király
I. Arsak vagy Nagy Arsak –  görögösen Arszakész (Αρσακης), újperzsa nyelven Ashk (اشک), nevének jelentése óperzsa nyelven "hős" –  az Arsakida uralkodóház alapítója, az első pártus király volt. Uralkodásának idejét pontosan nem ismerjük. Megkoronázására az i. e. 231. évben került sor, uralmának kezdetét azonban az i. e. 247. esztendőtől – az arsakida időszámítás kezdőévétől – számolta. Az i. e. 211. év táján halt meg.
Egyes vélemények szerint Arsak mesebeli király, az uralkodóház tényleges alapítója pedig Tirdad (I. Tiridatész) volt, akit Arsak fivérének is tartanak. Több kutató ennek ellenkezőjét állítja: szerintük Tirdad volt mesebeli személy. A források alapján egyik feltételezés sem igazolható megnyugtató bizonyossággal. Leginkább valószínűnek látszik ama feltételezés, miszerint Tirdad (másként lebetűzve Trdat) az avarok fejedelme volt, és uralkodásának kezdetén vette fel az Arsak nevet.

## Élete
Az Arsakida uralkodócsalád alapítójának eredetére vonatkozó elsődleges forrásaink ellentmondásosak. Marcus Iunianus Iustinus és Ammianus Marcellinus szerint Arsak betyár volt. (II. Kurus, perzsa király és más házalapítók eredetét is hasonló mesék veszik körül.)
Iustinus egy másik helyen azt mondja, hogy Andragorasz, Parthia helytartója volt az őse a nevezett tartomány első királyának. Állítása bizonyos értelemben elfogadható: a szóban forgó helytartót Arsak követte a trónon.
Sztrabón szerint Arszakész (Arsak) baktriai volt, a daha parni nép, vagyis az avarok vezetője.
Phótiosz – Arrianus elveszett Parthica című munkájára hivatkozva – azt állítja, hogy Arszakész (Arsak) és Tiridatész (Tirdad) testvérek voltak, Arszakész fiának, Phriapitésznek leszármazottai. Szünkellosz szerint viszont a testvérek állítólag II. Artakhsaszjá, perzsa király utódai voltak.
Az iráni nemzeti történelem Arsak eredetét Kay Qobādra vagy fiára, Kay Ārašra, illetve Homāy fiára, Dārāra, illetőleg a híres íjászra, Ārašra vezeti vissza.
A Bundahišn szintén az avarokra hivatkozik: Dastān (= Zāl), a szakák hercege és Aparnak, Aparšahr (később Nīšāpūr) ura, Sām leszármazottai voltak. „Aparshahrt pedig azért nevezték így, mert ez az Aparnak földje”.
Az avarok (görögösen aparnoi, parnoi, daai, daoi stb.; a perzsák számára dahák) a Kopet-dag északi előterében, a róluk elnevezett Parthava tartományban laktak. Az Arrianus által megőrzött hagyomány történelmi tényekkel éppúgy nem bizonyítható, miként Iustinus bizonyos állításai sem. Ellenben valószínűsíthető, hogy Tirdad (görögösen Tiridatész) az avarok fejedelme volt, és uralkodásának kezdetén vette fel az Arsak nevet.
Baktria görög helytartója, I. Diodotosz (i. e. kb. 255–239.) i. e. 250. táján elszakította az általa kormányzott országrészeket a Szeleukidák birodalmától, és megalapította a Baktria és Szogdia tartományt magában foglaló Görög Baktria Királyságot. Az i. e. 247. évben követte példáját Parthia perzsa helytartója, Narisanka, görögösen Andragorasz (i. e. 245–238.) is. Az avarok szintén kivonni igyekeztek magukat a Szeleukidák uralma alól. A lázadók Tirdad nevű fejedelmüket választották vezetőjüknek. Ezen időpont (i. e. 247.) az Arsakida időszámítás első éve.
Az avarok az i. e. 238. évben elfoglalták Astauene tartományt, vélhetően a mai Quchan környékét. Andragorasz, miközben hatalmát megpróbálta helyreállítani, területeit visszaszerezni, találkozott végzetével, és Parthava is a felkelő avarok kezére került. Röviddel ez után Hürkánia tartományt is meghódították.
Az avarok, számolva a várható megtorlással, szövetkeztek a baktriai görögökkel, illetve II. Diodotosz (i. e. kb. 252–223.) királyukkal. Őt azonban utóbb megölte sógora, I. Euthüdemosz (i. e. kb. 230–200.).
II. Szeleukosz Kallinikosz (i. e. 246–225.) az i. e. 231. esztendőben hadjáratot indított az avarok ellen, Tirdad serege azonban legyőzte az ellene küldött csapatokat. Tirdad, uralkodói nevén I. Arsak – görögösen Arszakész – ez időtől fogva Parthia királya, uralkodásának kezdetét azonban az i. e. 247. évtől számítja.
Szeleukosz utóbb siker nélkül próbált úrrá lenni parthusokon. Mi több, az i. e. 230. év táján elvesztette Hürkánia tartományt is. Később azonban I. Arsak kitért a görögök támadása elől, és az avaroknál, avagy avar szakáknál (apasziakai: απασιακαι) keresett menedéket.

## Iustinus tudósítása
Marcus Iunianus Iustinus így ír Arszakészről (Világkrónika, XLI. könyv):
„IV. (…) Élt abban az időben egy bizonytalan származású, de kipróbált vitézségű férfiú, Arsaces. Útonállásból és rablásból tartotta fenn magát, de amikor meghallotta az álhírt, hogy a gallusok Ázsiában legyőzték Seleucost, rablócsapatával – hisz most már nem kellett tartania a királytól – megtámadta a parthusokat, leverte kormányzójukat, Andragorast, s miután eltette láb alól, magához ragadta a parthus nép fölötti hatalmat. Nem sok idővel ezután a hyrcanusok királyságát is elfoglalta, és így, a két nép nép fölötti hatalommal felruházva – Seleucustól és a bactriaiak királyától, Diodotustól való félelmében – nagy hadsereget szervezett.
Ám Diodotus halála (Kr. e. 234.) hamarosan eloszlatta félelmét; Diodotus fiával, akinek szintén Diodotus volt a neve, szövetséget és békét kötött, majd nem sokkal utóbb megütközött Seleucus királlyal, aki a lázadók üldözésére jött, és legyőzte. Ezt a napot a parthusok azóta szabadulásuk kezdeteként ünneplik.V. Amikor aztán Seleucust újabb lázadások visszaszólították Ázsiába, és így Arsaces számára szabaddá vált a tér, kialakítja a parthus államot; katonaságot szed, az őrhelyeket erődítménnyel látja el, tartományait megerősíti, és alapít egy várost is, név szerint Darát (Dareum, Dareion) az Apaortenon (Apavortene, id. Plin.: Természetrajz VI. 16, 46) hegyen. Ennek a vidéknek olyan a fekvése, hogy sem jobban védett, sem kellemesebb nem lehetne. Ugyanis mindenfelől meredek sziklák veszik körül, így őrzéséhez nincs szükség védelmezőkre, a körülötte elterülő föld pedig oly termékeny, hogy saját erejéből is dúsan terem, és forrásvizekben meg erdőkben oly gazdag, hogy a vizek bőségesen öntözik, az erdők pedig a vadászat gyönyörével ékesítik.
Arsaces, miután így megszerezte és megszervezte országát, nem kevésbé vált emlékezetessé a parthusok, mint Cyrus a perzsák, Nagy Sándor a macedonok, Romulus a rómaiak számára. Késő öregségében halt meg, s emlékét a parthusok azzal is tisztelték, hogy őutána minden királyukat Arsacesnak nevezték.”
Parthava (Apauarktikéné: Απαυαρκτικηνη, Artikéné: Αρτικηνη, Parauktikéné: Παραυκτικηνη, Parthüéné: Παρθυηνη; Apavortene, Zapaortene) egykor kicsiny tartomány, keskeny sáv volt a Kopet-dag északi előterében. Központja a mai Dargaz (régebbi neve Apauartktiké: Απαυαρτκτικη; Abivard, Dara, Pavart; stb.) település környékén lehetett.

## Fordítás
- Ez a szócikk részben vagy egészben  az   Arsaces I of Parthia című angol Wikipédia-szócikk fordításán alapul.  Az eredeti cikk szerkesztőit annak laptörténete sorolja fel. Ez a jelzés csupán a megfogalmazás eredetét és a szerzői jogokat jelzi, nem szolgál a cikkben szereplő információk forrásmegjelöléseként.